# Campeonato Sueco de Futebol Feminino de 2025
O Campeonato Sueco de Futebol Feminino de 2025 – conhecido na Suécia como  Damallsvenskan 2025 – é a temporada de 2025 do escalão principal das competições de futebol feminino no país.

A competição decorre no período de março a novembro.

## Participantes
A competição é disputada por 14 clubes, contando com os 2 novos participantes, promovidos da Elitettan (a Segunda Divisão Sueca de Futebol feminino): o Alingsås IF e o Malmö FF (futebol feminino).
| Clube                       | Cidade       | Estádio                       |
| --------------------------- | ------------ | ----------------------------- |
| AIK Damas                   | Estocolmo    | Skytteholms IP                |
| Alingsås IF                 | Alingsås     | Mjörnvallen                   |
| BK Häcken FF                | Gotemburgo   | Bravida Arena                 |
| Djurgården                  | Estocolmo    | Estádio Olímpico de Estocolmo |
| Fotboll Club Rosengård      | Malmö        | Malmö IP                      |
| Hammarby IF                 | Estocolmo    | Tele2 Arena                   |
| IF Brommapojkarna           | Estocolmo    | Grimsta IP                    |
| IFK Norrköping DFK          | Norrköping   | Platinumcars arena            |
| Kristianstads DFF           | Kristianstad | Kristianstads fotbollsarena   |
| Linköping FC                | Linköping    | Linköping Arena               |
| Malmö FF (futebol feminino) | Malmö        | Eleda Stadion                 |
| Piteå IF Dam                | Piteå        | LF Arena                      |
| Vittsjö GIK                 | Vittsjö      | Vittsjö IP                    |
| Växjö DFF                   | Växjö        | Visma Arena                   |